# 大年河
大年河，位于中国贵州省东南部和广西壮族自治区北部，是柳江上游都柳江段右岸支流，发源于广西融水苗族自治县杆洞乡摩天岭，东北流经融水县洞头乡，经贵州从江县斗里乡东南后复入融水县，经良寨乡、大年乡后进入三江侗族自治县境，于三江县富禄苗族乡仁里村东汇入都柳江。干流长102千米，流域面积847平方千米。